# Grande Prémio Internacional de Torres Vedras-Troféu Joaquim Agostinho 2009
Il Grande Prémio Internacional de Torres Vedras-Troféu Joaquim Agostinho 2009, trentaduesima edizione della corsa, si svolse dall'8 al 12 luglio 2009 su un percorso di 465 km ripartiti in 4 tappe più un cronoprologo, con partenza da Bregenjas e arrivo a Torres Vedras. Fu vinto dallo spagnolo Héctor Guerra della Liberty Seguros davanti ai portoghesi Tiago Machado e João Cabreira.

## Tappe
| Tappa  | Data      | Percorso                                       | km    | Vincitore di tappa | Leader cl. generale |
| ------ | --------- | ---------------------------------------------- | ----- | ------------------ | ------------------- |
| Prol.  | 8 luglio  | Bregenjas > A dos Cunhados (cron. individuale) | 9     | Héctor Guerra      | Héctor Guerra       |
| 1ª     | 9 luglio  | Silveira > Benavente                           | 176,3 | Manuel Cardoso     | Héctor Guerra       |
| 2ª     | 10 luglio | Sobral de Monte Agraço > Carvoeira             | 151,6 | João Cabreira      | Tiago Machado       |
| 3ª     | 11 luglio | Manique do Intendente > Vimeiro                | 181,4 | Héctor Guerra      | Héctor Guerra       |
| 4ª     | 12 luglio | Torres Vedras > Torres Vedras                  | 98,4  | Manuel Cardoso     | Héctor Guerra       |
| Totale | Totale    | Totale                                         | 465   |                    |                     |

## Dettagli delle tappe

### Prologo
- 8 luglio: Bregenjas > A dos Cunhados (cron. individuale) – 9 km

| Pos. | Corridore     | Squadra      | Tempo  |
| ---- | ------------- | ------------ | ------ |
| 1    | Héctor Guerra | Liberty Seg. | 11'05" |
| 2    | David Blanco  | Palmeiras    | a 12"  |
| 3    | Sergi Escobar |              | a 15"  |

| Pos. | Corridore     | Squadra      | Tempo  |
| ---- | ------------- | ------------ | ------ |
| 1    | Héctor Guerra | Liberty Seg. | 11'05" |

### 1ª tappa
- 9 luglio: Silveira > Benavente – 176,3 km

| Pos. | Corridore          | Squadra      | Tempo    |
| ---- | ------------------ | ------------ | -------- |
| 1    | Manuel Cardoso     | Liberty Seg. | 4h16'48" |
| 2    | Nuno Marta Duarte  | CC Loulé     | s.t.     |
| 3    | Grischa Janorschke | Rheinland    | s.t.     |

| Pos. | Corridore     | Squadra      | Tempo    |
| ---- | ------------- | ------------ | -------- |
| 1    | Héctor Guerra | Liberty Seg. | 4h27'53" |

### 2ª tappa
- 10 luglio: Sobral de Monte Agraço > Carvoeira – 151,6 km

| Pos. | Corridore             | Squadra   | Tempo    |
| ---- | --------------------- | --------- | -------- |
| 1    | João Cabreira         | CC Loulé  | 4h07'45" |
| 2    | Sergio Ferreira Sousa | Madeinox  | s.t.     |
| 3    | Nelson Victorino      | Palmeiras | s.t.     |

| Pos. | Corridore     | Squadra  | Tempo    |
| ---- | ------------- | -------- | -------- |
| 1    | Tiago Machado | Madeinox | 8h36'08" |

### 3ª tappa
- 11 luglio: Manique do Intendente > Vimeiro – 181,4 km

| Pos. | Corridore       | Squadra      | Tempo    |
| ---- | --------------- | ------------ | -------- |
| 1    | Héctor Guerra   | Liberty Seg. | 4h35'54" |
| 2    | Celestino Pinho | Paredes      | s.t.     |
| 3    | David Blanco    | Palmeiras    | s.t.     |

| Pos. | Corridore     | Squadra      | Tempo     |
| ---- | ------------- | ------------ | --------- |
| 1    | Héctor Guerra | Liberty Seg. | 13h11'56" |

### 4ª tappa
- 12 luglio: Torres Vedras > Torres Vedras – 98,4 km

| Pos. | Corridore       | Squadra      | Tempo    |
| ---- | --------------- | ------------ | -------- |
| 1    | Manuel Cardoso  | Liberty Seg. | 2h38'18" |
| 2    | Celestino Pinho | Paredes      | s.t.     |
| 3    | David Gutiérrez |              | s.t.     |

| Pos. | Corridore     | Squadra      | Tempo     |
| ---- | ------------- | ------------ | --------- |
| 1    | Héctor Guerra | Liberty Seg. | 15h50'14" |
| 2    | Tiago Machado | Madeinox     | a 6"      |
| 3    | João Cabreira | CC Loulé     | a 15"     |

## Classifiche finali

### Classifica generale
| Pos. | Corridore             | Squadra      | Tempo     |
| ---- | --------------------- | ------------ | --------- |
| 1    | Héctor Guerra         | Liberty Seg. | 15h50'14" |
| 2    | Tiago Machado         | Madeinox     | a 6"      |
| 3    | João Cabreira         | CC Loulé     | a 15"     |
| 4    | Sergio Ferreira Sousa | Madeinox     | a 18"     |
| 5    | David Blanco          | Palmeiras    | a 20"     |
| 6    | David Bernabéu        | Barbot-Siper | a 22"     |
| 7    | Nelson Victorino      | Palmeiras    | a 28"     |
| 8    | Alejandro Marque      | Palmeiras    | a 34"     |
| 9    | André Cardoso         | Palmeiras    | a 51"     |
| 10   | Jaume Rovira Pous     | Andorra      | a 54"     |